# Banksia sceptrum
Banksia sceptrum (Meisn., 1855) è una pianta appartenente alla famiglia delle Proteaceae, endemica dell'Australia occidentale.